# Sables de Lozère
Les sables de Lozère sont une arène granitique originaire du Massif central français, et charriés, au  Pliocène, par un fleuve qui tenait à la fois de la Loire et de la Seine,.
On doit le terme de « sables granitiques de Lozère » à Gustave-Frédéric Dollfus, en 1885. Il désigne les sables en poches dans l’argile à meulière de Montmorençy, près de Palaiseau, au lieu-dit Lozère. 
On les retrouve de la Sologne au Pays de Caux, le long de la vallée de la Seine et sur les plateaux de Beauce, du Hurepoix et de Normandie, sur une cinquantaine de kilomètres de largeur.